# Ates Gürpinar

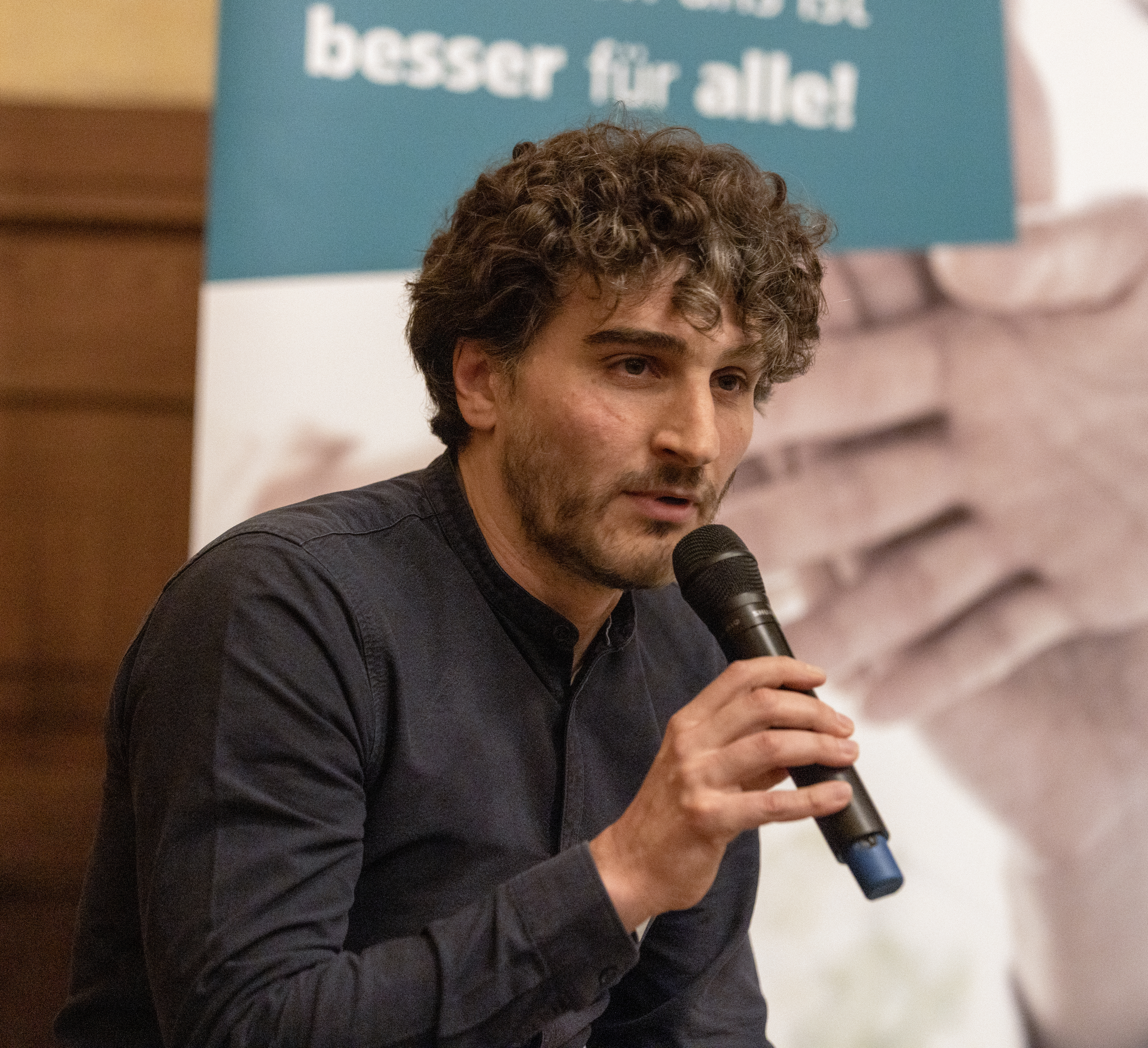
Ateş Gürpınar, 2024

Ateş Nils Gürpınar (* 25. September 1984 in Darmstadt) ist ein deutscher Politiker (Die Linke). Seit 2021 ist er Mitglied des Deutschen Bundestages sowie einer der stellvertretenden Bundesvorsitzenden der Partei Die Linke. Er war von 2016 bis 2022 Sprecher des Landesverbands Die Linke Bayern (zusammen mit Kathrin Flach-Gomez).

## Leben und Beruf
Ateş Gürpınar ist der Sohn eines türkischen Einwanderers und besuchte die Edith-Stein-Schule, ein katholisches Gymnasium in Darmstadt bis zum Abitur im Jahr 2003. Danach studierte er von 2004 bis 2011 Theater- und Medienwissenschaft, Neuere Deutsche Literaturgeschichte und Philosophie sowie Ethik der Textkulturen an der Friedrich-Alexander-Universität Erlangen-Nürnberg, wo er später auch arbeitete. Das Studium der Medienwissenschaft schloss er mit dem akademischen Grad Magister Artium ab. Im Studium der Fächer Ethik und Textkulturen erreichte er den Abschluss Master of Arts. Er hat einen Lehrauftrag an der Hochschule Darmstadt in Medienwissenschaften und Ökonomie.

## Politik
Gürpinar ist seit 2010 Mitglied der Partei Die Linke. Im Jahr 2012 wurde er Pressesprecher und ab 2014 bis 2016 Landesgeschäftsführer des bayerischen Landesverbandes. Später, im Jahr 2016, wurde er zum Landessprecher gewählt. Für die bayerische Landtagswahl 2018 war er, gemeinsam mit Eva Bulling-Schröter, Spitzenkandidat für Die Linke Bayern.
Auf dem siebten Bundesparteitag im Februar 2021 wurde er zum stellvertretenden Parteivorsitzenden mit 52 % in der elektronischen Vorwahl und 77 % der Stimmen in der Briefwahl gewählt.

### Bundestagsmandat
Bei der Bundestagswahl 2021 zog er über die Landesliste in den Deutschen Bundestag ein.
Nachdem die Fraktion im Bundestag aufgelöst wurde, erwog Gürpinar zur Neuwahl des Gruppenvorstands am 19. Februar 2024 eine Kandidatur für einen der Vorsitzenden der Gruppe Die Linke, zog seine Bewerbung im Laufe des Verfahrens jedoch zurück.
Von Januar 2024 bis Oktober 2024 war er gemeinsam mit Katina Schubert kommissarischer Bundesgeschäftsführer seiner Partei.
Bei der Bundestagswahl 2025 kandidierte er im Bundestagswahlkreis Rosenheim. Er wurde über die Landesliste der Partei die Linke in Bayern in den 21. Deutschen Bundestag gewählt. Gürpinar ist im 21. Deutschen Bundestag Mitglied des Ausschusses für Gesundheit. Außerdem ist er stellvertretendes Mitglied im Verteidigungsausschuss. Für seine Fraktion ist er Sprecher für Gesundheitsökonomie, Sprecher für Public Health und Sprecher für Drogenpolitik.